# Michaelmoelleria vietnamensis
Michaelmoelleria vietnamensis ist die einzige Art der monotypischen Pflanzengattung Michaelmoelleria in der Familie der Gesneriengewächse (Gesneriaceae). Diese seltene Art kommt nur im südlichen Vietnam vor.

## Beschreibung

### Erscheinungsbild und Blatt
Michaelmoelleria vietnamensis wächst lithophytisch als immergrüne, ausdauernde krautige Pflanze. Der deutlich fleischige Stängel ist anfangs kurz und verlängert sich in mehreren Jahren. Der Stängel ist bei einer Länge von 6 bis 30 Zentimetern sowie einem Durchmesser von 4 bis 6 Millimetern zylindrisch. An jungen Exemplaren ist der Stängel dicht weiß flaumig behaart und verkahlt später, an älteren Exemplaren ist er kahl.
Die anfangs in einer grundständigen Rosette und später auch am Stängel wechselständig verteilt oder im oberen Bereich des Stängels etwas konzentriert und dann gegenständig aussehend angeordneten Laubblätter sind in Blattstiel sowie Blattspreite gegliedert. Der dicht weiß flaumig behaarte Blattstiel ist 4 bis 8,5 Zentimeter lang mit einem Durchmesser von 3 bis 3,5 Millimetern. Die etwas fleischige bis dick-pergamentartige Blattspreite ist bei Herbarmaterial dünn-pergamentartig. Die einfache Blattspreite ist bei einer Länge von 4,5 bis 7 Zentimetern sowie einer Breite von 2,5 bis 4 Zentimetern eiförmig bis elliptisch mit etwas schiefer, oft mehr oder weniger herzförmiger bis breit-keilförmiger Spreitenbasis und stumpfem oberen Ende. Der Blattrand ist glatt, gebuchtet oder mit undeutlichen welligen Zähnen. Die kahlen Blattflächen sind grün bis dunkel-grün, meist mit unregelmäßigen silberfarbigen Flecken auf der Oberseite, aber in der Trockenzeit sind sie silbrig-braun bis etwas gelblich-braun und auf beiden Seiten aufrecht fein flaumig behaart. Auf jeder Seite des Mittelnervs befinden sich wechselständig angeordnet fünf bis sieben Seitennerven.

### Blütenstand und Blüte
Der im oberen Bereich des Stängels seitenständige, 8 bis 15 Zentimeter lange und bei einem Durchmesser von 1 bis 1,5 Millimetern relativ dünne Blütenstandsschaft ist aufgerichtet, bräunlich-grün, fein flaumig behaart. Im zymösen Blütenstand befinden sich locker angeordnet nur ein oder zwei Blüten, wobei die zweite Blütenanlage oft verkümmert, allerdings je Pflanzenexemplar wurden sechs bis zu zehn Blüten gefunden. Die zwei meist auf die gleiche Seite ausgerichteten Tragblätter sind bei einer Länge von 9,8 bis 10,5 Millimetern sowie einer Breite von 2,5 bis 2,7 Millimetern eiförmig und auf beiden Flächen spärlich fein flaumig behaart. Der grüne bis lindgrüne Blütenstiel weist eine Länge von 1,5 bis 3 Zentimetern sowie einen Durchmesser von 1 bis 1,2 Millimetern auf und ist spärlich ultra-weiß fein flaumig behaart.
Die zwittrigen Blüten sind fünfzählig mit doppelter Blütenhülle. Der Blütenkelch ist radiärsymmetrisch. Die fünf gleichen Kelchblätter sind frei. Die außen spärlich weiß fein flaumig behaart und innen kahlen Kelchblätter sind bei einer Länge von 8 bis 8,5 Millimetern sowie an ihrer Basis einer Breite von 2 bis 2,3 Zentimetern lanzettlich bis schmal-lanzettlich und ganzrandig mit spitzem oberen Ende, dessen Spitze oft hammerförmig ist. Die Farben der Blütenkrone sind außen bläulich-purpurfarben bis purpurfarben und innen purpurfarben; die Farbe des Schlund ist wie bei der gesamten Krone, aber mit zwei bräunlich-gelben Streifen, die spärlich dunkel-gelbe Drüsen aufweisen. Die fünf außen dicht drüsig sowie drüsig-flaumig behaarten und innen kahlen, 8 bis 8,5 Zentimeter langen Kronblätter sind zu einer zygomorphen, trichter- oder stieltellerförmigen Blütenkrone verwachsen. Die Kronröhre ist von der Basis aus relativ schmal, bis sie bei der Mitte ihrer Länge deutlich um etwa 90° gebogen oder zigzag-artig ist und von dort an verbreitet sie sich allmählich lang-tropetenförmig bis zum Kronschlund; an ihrer Basis weist sie einen Durchmesser von 4,8 bis 5,4 Millimetern und in der Mitte einen Durchmesser von 3,5 bis 3,9 Millimetern auf. Das obere Ende des Kronschlund besitzt einen Durchmesser von 1,9 bis 2,3 Zentimetern. Die Kronröhre ist viel länger als der Kronsaum. Der Kronsaum ist zweilippig. Die Kronoberlippe endet in zwei Kronlappen; ihre Kronlappen sind bei einer Länge von 1,3 bis 1,5 Zentimetern sowie einer Breite von 1 bis 1,2 Zentimetern fast-gerundet bis etwas schief länglich-gerundet. Die Kronunterlippe ist 1,5 bis 1,9 Zentimeter lang und endet in Kronlappen; ihr Mittellappen ist bei einer Länge von 1 bis 1,1 Zentimetern sowie einer Breite 0,9 bis 1 Zentimetern gerundet bis abflacht mit verschmälerter Basis; ihre Seitenlappen sind bei einer Länge von 0,9 bis 0,95 Zentimetern sowie einer Breite 1,1 bis 1,2 Zentimetern kreisförmig bis etwas schief länglich-gerundet oder abflacht.
Es sind vier fertile Staubblätter vorhanden; es ist ein längeres und ein kürzeres Paar, die beide die Kronröhre nicht überragen. Die Staubfäden sind auf der Innenseite der Kronröhre inseriert und mit ihr verwachsen, das längere Paar in einer Höhe von etwa 2,8 Zentimetern und das kürzere Paar auf einer Höhe von etwa 2,5 Zentimetern von der Kornröhrenbasis aus gemessen. Die Staubfäden sind kahl bis ganz spärlich drüsig flaumig behaart, aber im Bereich ihres oberen Endes bis zu den Staubbeuteln dicht drüsig flaumig behaart. Beim längeren Staubblattpaar sind die Staubfäden 8 bis 9 Millimeter lang und beim kürzeren Paar 7 bis 7,5 Millimeter lang. Die basifixen Staubbeutel sind verwachsen, 2,2 bis 2,5 Millimeter lang, kahl und am Rand dunkel-purpurfarben bis purpurfarben-braun. Die gespreizten Theken berühren sich an ihrem oberen Ende und öffnen sich mit einem Längsschlitz. Der Pollen ist grau. Das einzige auf einer Höhe von der Basis der Kronröhre aus gemessen von 2 bis 2,1 Zentimetern inserierten und mit ihr verwachsene Staminodium ist nur etwa 1 Millimeter lang und gepunktet. Der Nektardiskus bei einer Höhe von etwa 1 Millimeter ringförmig und ganzrandig. Der Stempel ist 8 bis 8,5 Zentimeter lang. Der kahle, oberständige, einkammerige Fruchtknoten ist bei einer Länge von 3,5 bis 4 Zentimetern zylindrisch-linealisch oder schmal-ellipsoid und hell-grün. Es sind zwei parietale, spreizende, nach innen ragende Plazenten vorhanden. Der Griffel ist bei einer Länge von etwa 4,5 Millimetern linealisch und dicht aufgerichtet drüsig und drüsig flaumig behaart. Bei der zweilappigen Narbe treffen die zwei gut entwickelten, bei einer Länge von 3,6 bis 3,7 Millimetern zungenförmigen Narbenlappen oft zusammen, aber am oberen Ende der Blütenkrone öffnen sie sich etwas; sie sind rosafarben und an ihrer Basis spärlich drüsig flaumig behaart, aber von ihrer Mitte an bis oben kahl.

### Frucht und Samen
Die gerade auf dem Fruchtstiel stehende, kahle Kapselfrucht ist bei einer Länge von 7,5 bis 10 Zentimetern sowie einem Durchmesser von 2 bis 2,5 Millimetern linealisch und gerade. Die Kapselfrucht öffnet sich bis zu ihrer Basis fachspaltig = lokulizid an einer Naht und die Fruchtschale bleibt gerade, verdreht sich also nicht. Die Samen besitzen keine Anhängsel.

### Chromosomensatz
Die Chromosomenzahl beträgt 2n = 36.

## Phänologie
Im Heimatgebiet reicht die Blütezeit von März bis April. Die Früchte reifen in Vietnam von März bis Juni.

## Vorkommen
Michaelmoelleria vietnamensis ist ein Endemit im südlichen Vietnam.
Michaelmoelleria vietnamensis gedeiht in einer Bergregion mit Granitgestein in Lorbeerwäldern in Höhenlagen von 140 bis 200 Metern.
Bei der Aufsammlung dieser neuen Pflanzenart waren die meisten Pflanzenexemplare und erreichbar in einer senkrechten Sandsteinwand und an den Hängen der Sandsteinhügel im Unterwuchs des tropischen immergrünen Lorbeerwaldes. Es konnten nur einige Pflanzenexemplare an der Basis der Steilwand erreicht werden.
Am einzigen Fundort am La Fluss, in der Gemeinde Tay Giang, im Distrikt Tây Sơn, in der Provinz Bình Định im südlichen Vietnam werden Pflanzenexemplare gesammelt und als besonders schöne Zierpflanzen verkauft. Es könnte zwar sein, dass Michaelmoelleria vietnamensis noch an anderen noch nicht entdeckten Standorten existiert, aber nach bisherigem Kenntnisstand kann sie aufgrund des sehr kleinen Areals als CR = Critically Endangered = „vom Aussterben bedroht“ bewertet werden.

## Systematik
Die Erstbeschreibung von Michaelmoelleria vietnamensis erfolgte im Mai 2020 durch Fang Wen, Zi-Bing Xin, Long-Fei Fu, Shu Li, Lan-Ying Su, Stephen Maciejewski, Zhang-Jie Huang, Truong Van Do und Yi-Gang Wei in Michaelmoelleria (Gesneriaceae), a new lithophilous dwelling genus and species with zigzag corolla tube from southern Vietnam. In: PhytoKeys Band 146, Seite 89–107; dabei wurde die Gattung Michaelmoelleria für diese Art aufgestellt. Das Typusmaterial wurde im März 2018 während einer chinesisch/vietnamesischen Expedition in einer Höhenlage von etwa 148 Metern am La Fluss, in der Gemeinde Tay Giang, im Distrikt Tây Sơn, in der Provinz Bình Định, im südlichen Vietnam gesammelt und mit der Herbarnummer WYG180329-01 in den Herbarien HT: VNMN sowie IT: IBK hinterlegt. Das Artepitheton vietnamensis bezieht sich auf die Herkunft aus Vietnam. Der botanische Gattungsname Michaelmoelleria ehrt Michael Möller (1957), der beim Royal Botanic Garden Edinburgh über Gesneriaceae, besonders der Arten der Alten Welt arbeitet.
Michaelmoelleria vietnamensis ist die einzige Art der Gattung Michaelmoelleria, die zur Subtribus Didymocarpinae aus der Tribus Trichosporeae in der Unterfamilie Didymocarpoideae innerhalb der Familie Gesneriaceae gehört.